# Orchies

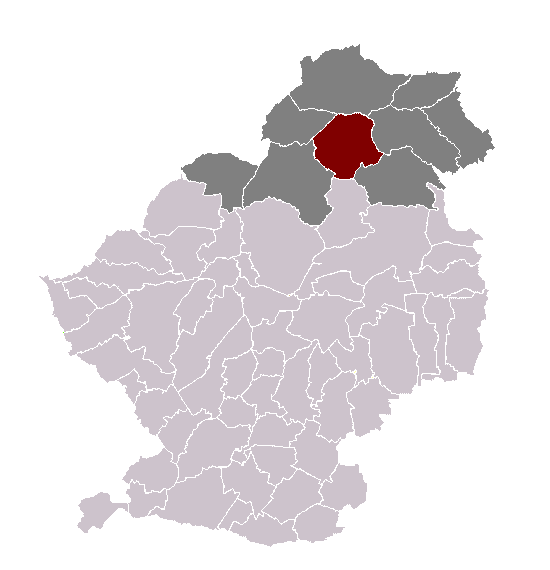
Ubicació d'Orchies dins del cantó i el districte

Orchies (en neerlandès (rar) Oorschie) és una ciutat que es troba actualment a França i una antiga senyoria del comtat de Flandes, a la Flandria Gallica o Flandes de parla francesa. El 2005, el municipi tenia 8172 habitants. Limita al nord amb Nomain, a l'est amb Landas, al sud-est amb Beuvry-la-Forêt, al sud amb Bouvignies, al sud-oest amb Coutiches i al nord-oest amb Auchy-lez-Orchies.

## Demografia
| Evolució de la població Ehess i INSEE |       |       |       |       |       |       |       |       |
| 1793                                  | 1800  | 1806  | 1821  | 1831  | 1836  | 1841  | 1846  | 1851  |
| 2 962                                 | 2 778 | 2 841 | 3 086 | 3 425 | 3 484 | 3 568 | 3 524 | 3 508 |

| 1856  | 1861  | 1866  | 1872  | 1876  | 1881  | 1886  | 1891  | 1896  |
| ----- | ----- | ----- | ----- | ----- | ----- | ----- | ----- | ----- |
| 3 606 | 3 708 | 3 688 | 3 721 | 3 575 | 3 757 | 3 859 | 3 918 | 4 137 |

| 1901  | 1906  | 1911  | 1921  | 1926  | 1931  | 1936  | 1946  | 1954  |
| ----- | ----- | ----- | ----- | ----- | ----- | ----- | ----- | ----- |
| 4 305 | 4 438 | 4 654 | 3 555 | 4 636 | 4 955 | 5 046 | 4 746 | 5 278 |

| 1962  | 1968  | 1975  | 1982  | 1990  | 1999  | 2006 | 2011 | 2016 |
| ----- | ----- | ----- | ----- | ----- | ----- | ---- | ---- | ---- |
| 5 863 | 5 972 | 5 756 | 5 587 | 6 945 | 7 472 | -    | -    | -    |

| 2019 | - | - | - | - | - | - | - | - |
| ---- | - | - | - | - | - | - | - | - |
| -    | - | - | - | - | - | - | - | - |

## Història
El 1297 Felip IV de França va envair la ciutat i va annexar-la segons les estipulacions del tractat d'Athis-sur-Orge l'any 1305. El 1370 la ciutat va tornar al comtat de Flandes. Després de les guerres expansionistes de Lluís XIV, el 1668, el Tractat d'Aquisgrà va atorgar la ciutat a França. De 1708 a 1712 les tropes anglo-neerlandesos van ocupar-la i la ciutat va continuar canviant de país diverses vegades.

## Administració
| Període     | Identitat                | Partit |
| ----------- | ------------------------ | ------ |
| 2005 -      | Dominique Bailly         | PS     |
| 1997 - 2005 | Jean Deregnaucourt       | PS     |
| 1974 - 1997 | Constant Dewez           |        |
| 1965-1973   | Edmond Liégeois          |        |
| 1947-1965   | Edmond Salé              |        |
| 1944 - 1947 | François Carrin          |        |
| 1940 - 1944 | Victor Hugot             |        |
| 1929 - 1940 | Toussaint Gosselin       |        |
| 1925 - 1929 | Gustave Médard           |        |
| 1919 - 1925 | Georges Laurent          |        |
| 1914 - 1918 | Joseph Carpentier        |        |
| 1893 - 1908 | François Herbo           |        |
| 1882 - 1893 | Napoléon Sturne          |        |
| 1866 - 1882 | Victor Leper             |        |
| 1864 - 1866 | Gilbert Josson-Mullie    |        |
| 1848 - 1864 | François Gruyelle-Mallet |        |
| 1832 - 1847 | Victor Leper             |        |

## Agermanaments
- Kelso